# Płoskaja (przystanek kolejowy)
Płoskaja (ros. Плоская) – przystanek kolejowy w pobliżu miejscowości Płoskoje, w rejonie rudniańskim, w obwodzie smoleńskim, w Rosji. Położony jest na linii Smoleńsk - Witebsk.